# Донфронт ан Шампањ
Донфронт ан Шампањ (фр. Domfront-en-Champagne) је насељено место у Француској у региону Лоара, у департману Сарт.
По подацима из 2011. године у општини је живело 986 становника, а густина насељености је износила 47,02 становника/km².

## Демографија
| 1962. | 1968. | 1975. | 1982. | 1990. | 2011. |
| ----- | ----- | ----- | ----- | ----- | ----- |
| 813   | 753   | 666   | 720   | 850   | 986   |